# Langenleuba-Niederhain
Langenleuba-Niederhain là một đô thị thuộc huyện Altenburger Land, trong bang Thüringen, Đức. Đô thị Langenleuba-Niederhain có diện tích 39,65 km².